# جک میلر
جک میلر (به انگلیسی: Jack Miller) سناتور سابق عضو حزب جمهوری‌خواه ایالات متحده آمریکا بود. وی در سال ۱۹۶۱ تا ۱۹۷۳ میلادی سناتور ایالت آیووا در سنای ایالات متحده آمریکا بود.